# Принцип
Принцип (лат. principium — начело, доктрина, принцип) јестe закон правила, односно законско начело.
Доктрина која када се прихвати, треба да буде упражњена и испоштована.

## Примјери принципа
- основни закон, основно правило, доктрина или закључак
- нормама исказано правило, животно начело или правило понашања
- закон природе или природа стања вјештачке твари

## Принцип узрочности
Принцип посљедице, је узрок посљедице који је узрокује. Сваки узрок има своју посљедицу.

## Физика
Основно начело, природни закон из кога су изведени остали закони природе.

## Корјен и поријекло ријечи (етимологија)
Принцип (грч. αρχή), (лат. principium - почетак, почело, извор, праизвор, основ, праоснов, основни узрок, прабиће, творац, зачетник, основна твар, пратвар, праматерија, темељ, подлога, основно правило, основни појам, основно учење, основна мисао неке науке, начело, начело живљења и дјеловања). У филозофији: извор сазнања, основ сазнања, оно што лежи у основи ствари (принцип бића), код Платона принцип је идеја. Затим оно на шта се сазнање нужно ослања (принцип сазнања), начело по коме се ради (практични принцип).

## Примјена принципа

### Друштвене науке

#### Филозофија
- Принцип узрочности
- Принцип искључења

#### Социологија
- Друштвене вредности
- Друштвене норме
- Групне норме
- Моралне норме

#### Право
- Правне норме

#### Педагошки принципи
- Принцип јединства теорије и праксе
- Принцип паралелног дејства
- Принцип економичности
- Принцип опажајности
- Принцип разноврсности
- Принцип индивидуализације и социјализације
- Принцип систематичности и поступности
- Принцип самоваспитања
- Принцип племенитог такмичења
- Принцип позитивне усмерености
- Принцип усклађености васпитних циљева
- Принцип васпитања за школско управљање

### Природне науке

#### Физика
- Ле Шатељеов принцип
- Хајгенсов принцип
- Паулијев принцип
- Први принцип термодинамике
- Други принцип термодинамике
- Принцип релативности
- Принцип еквивалентности

### Посебне науке

#### Логика
- Принцип логичног мишљења